# Habrocestum ferrugineum
Habrocestum ferrugineum là một loài nhện trong họ Salticidae.
Loài này thuộc chi Habrocestum. Habrocestum ferrugineum được Wanda Wesołowska & Antonius van Harten miêu tả năm 2002.